# 오이마치역
오이마치역(일본어: 大井町駅、おおいまちえき)은 일본 도쿄도 시나가와구에 있는 철도역이다.

## 타는 곳

### 동일본 여객철도
| 1 | 게이힌 도호쿠 선 | 시나가와 · 도쿄 · 오미야 방면     |
| 2 | 게이힌 도호쿠 선 | 가와사키 · 요코하마 · 오후나 방면 |

### 도쿄 급행 전철
| 1 · 2 | ■ 오이마치 선 | 오오카야마 · 지유가오카 · 후타코타마가와 덴엔토시 선 직결 사기누마 · 주오린칸 방면 |

### 도쿄 임해 고속 철도
| 1 (지하 3층) | ■ 린카이 선 | 오사키 · 사이쿄 선 직결 신주쿠 · 오미야 · 가와고에 방면 |
| 2 (지하 5층) | ■ 린카이 선 | 덴노즈 아일 · 도쿄 텔레포트 · 국제전시장 · 신키바 방면  |

## 역 주변
- 시나가와 구청

## 역사
- 1914년 12월 20일: 도카이도 본선의 역이 영업 개시.
- 1927년 7월 6일: 오이마치 선의 역이 영업 개시.
- 2002년 12월 1일: 린카이 선의 역이 영업 개시.

## 사진

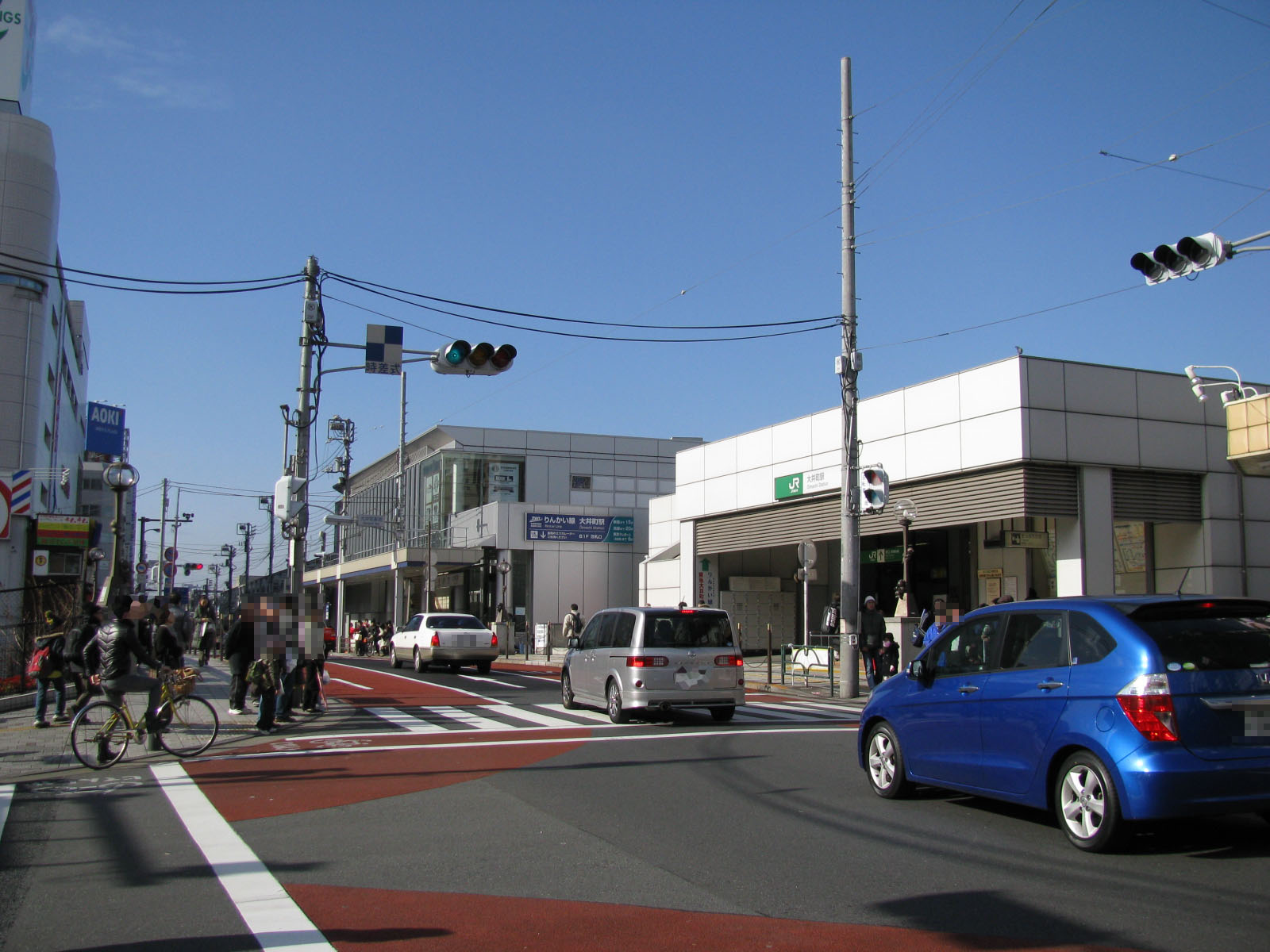
서쪽 출입구
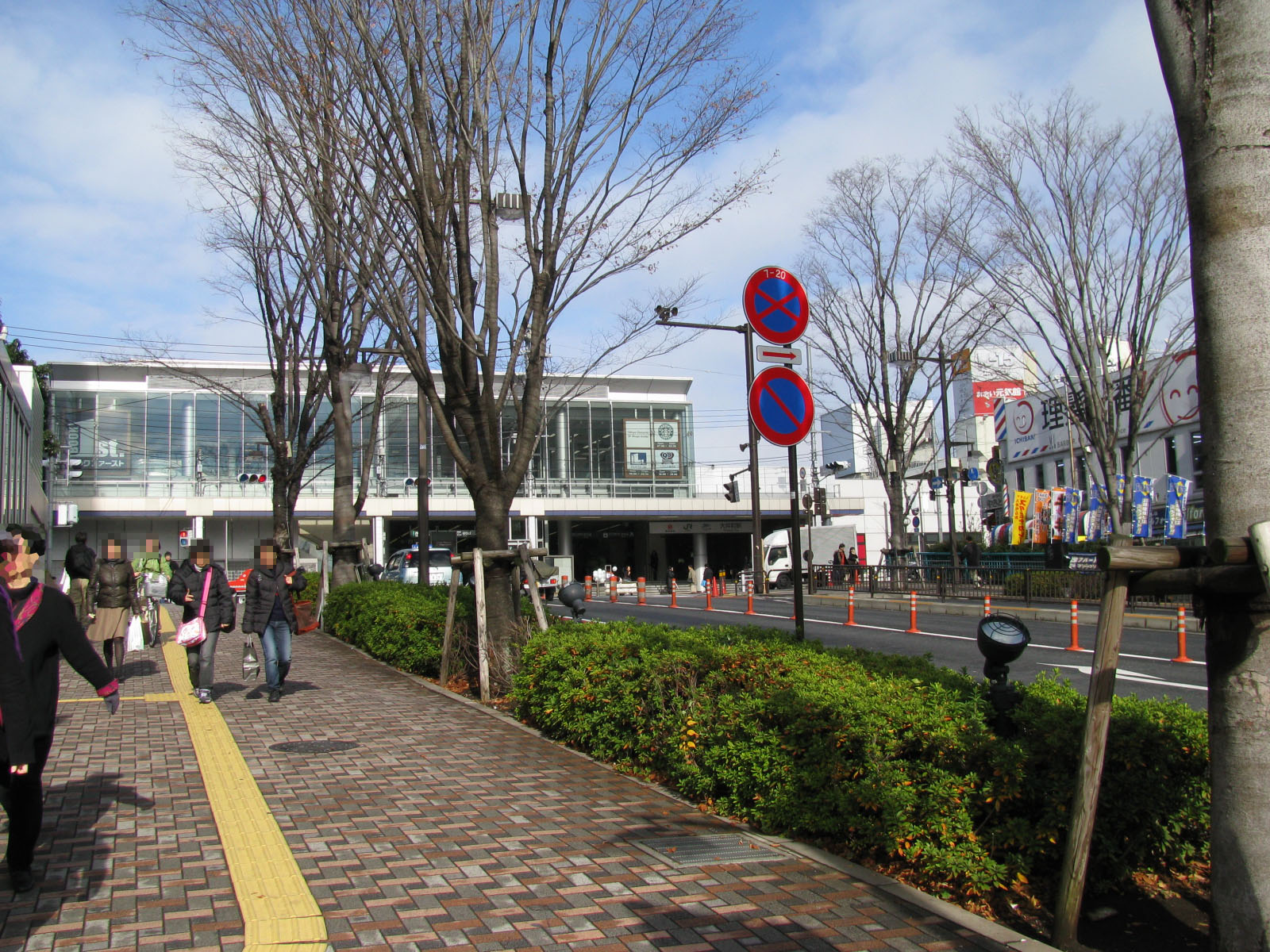
서쪽 외관
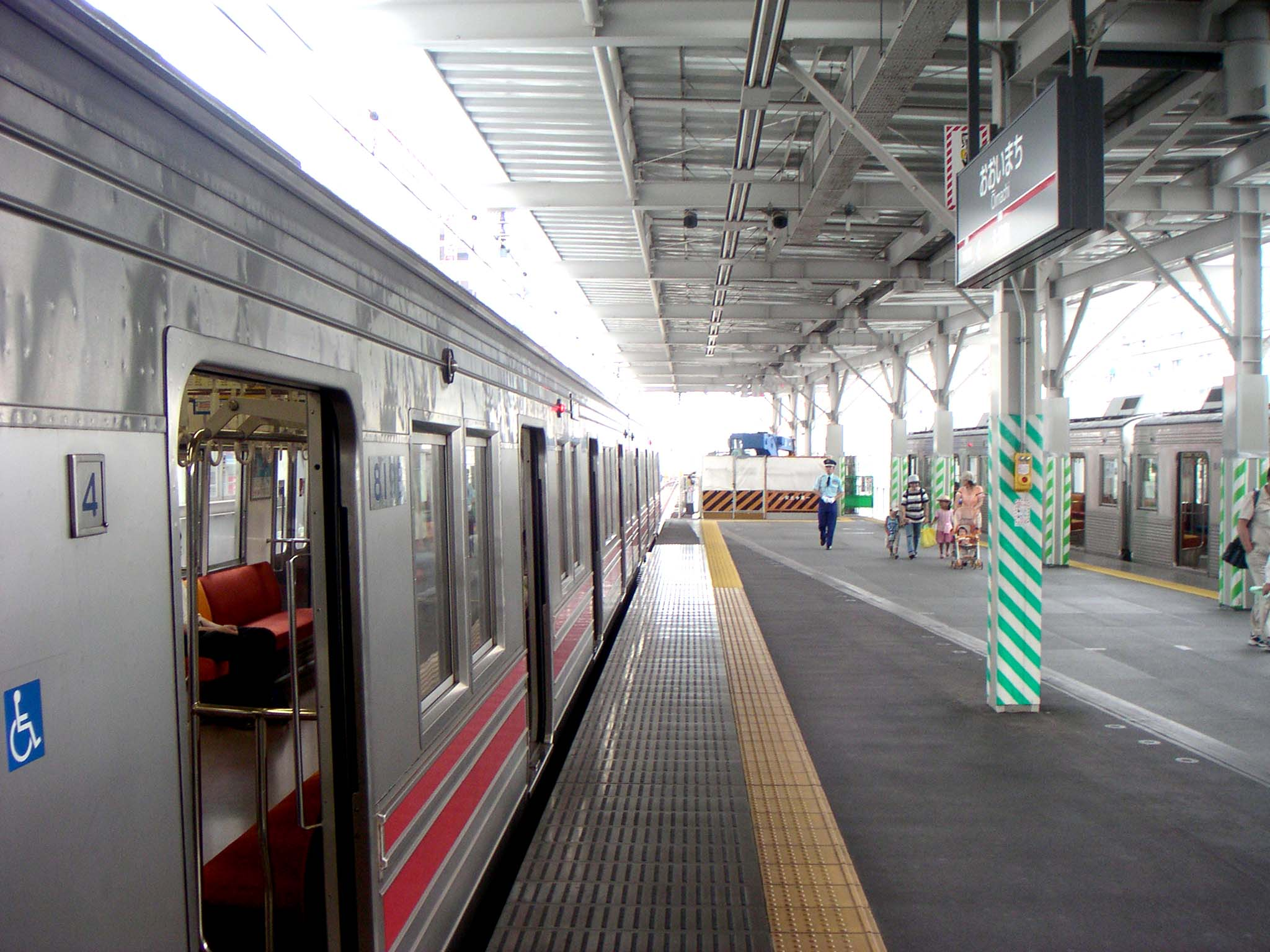
오이마치 선 승강장(2005년 8월)
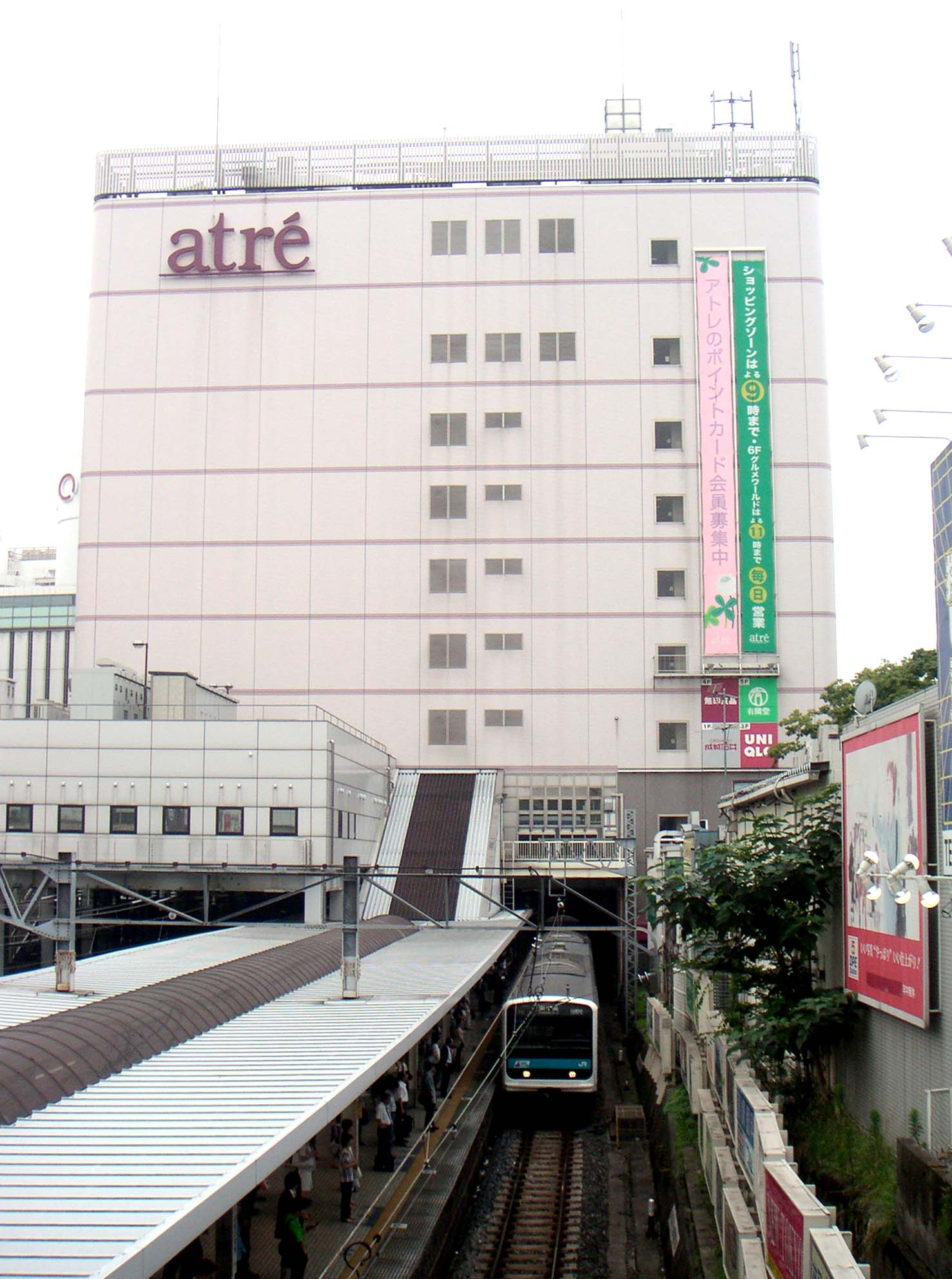
역 빌딩과 게이힌 도호쿠 선 승강장(2005년 7월)
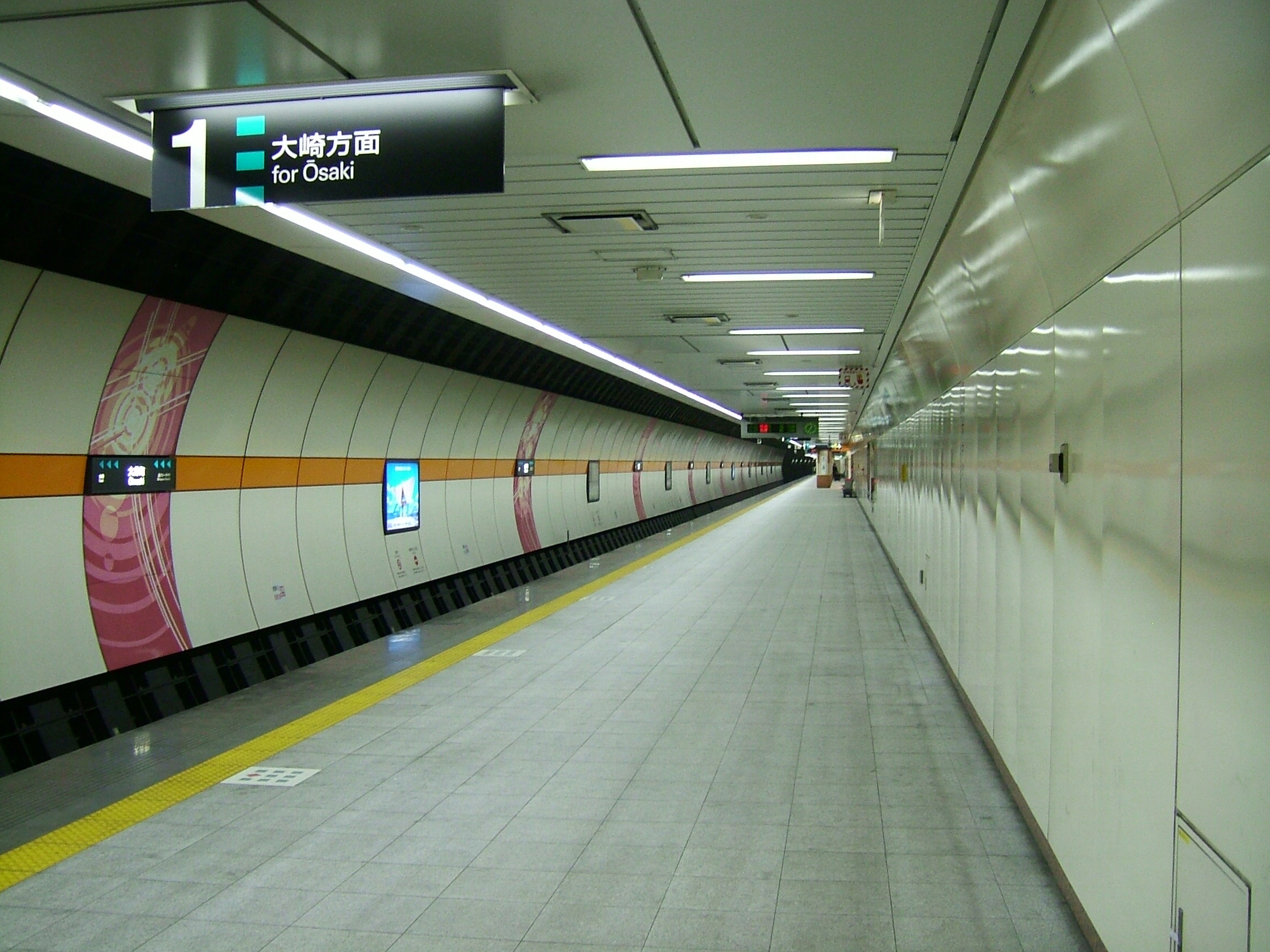
린카이 선 1번 승강장 모습

## 인접역
| 동일본 여객철도 도카이도 본선      | 동일본 여객철도 도카이도 본선 | 동일본 여객철도 도카이도 본선 |
| ---------------------------------- | ----------------------------- | ----------------------------- |
| JK 20 시나가와 오미야 방면         | 게이힌 도호쿠 선              | JK 18 오모리 오후나 방면      |
| 도쿄 급행 전철 오이마치 선         |                               |                               |
| 시·종착역                          | ■ 오이마치 선 급행            | 하타노다이 미조노쿠치 방면    |
| 시·종착역                          | ■ 오이마치 선 각역정차        | 시모신메이 미조노쿠치 방면    |
| 도쿄 임해 고속 철도 린카이 선      |                               |                               |
| R 06 시나가와 시사이드 신키바 방면 | 린카이 선                     | R 08 오사키 방면              |